# Gabinete de Numismática
O Gabinete de Numismática é um dos núcleos museológicos do Museu da Cidade do Porto, em Portugal.
Está instalado no Palacete dos Viscondes de Balsemão, na Praça de Carlos Alberto, na Baixa do Porto. Conta actualmente com uma das maiores colecções de numismática de Portugal, que se tem destacado no estudo da numária grega, romana, hispânica, árabe e portuguesa.
A colecção iniciou-se em 1850 com a aquisição da colecção particular de João Allen pelo município para a constituição do Museu Municipal do Porto, inaugurado em 1852, na Rua da Restauração. Em 1937 foi iniciado o processo de inventariação das colecções para posterior transferência para o Palácio dos Carrancas, onde foi inaugurado o Museu Nacional de Soares dos Reis, em 1942. Ali permaneceu até à sua transferência para as instalações da Casa Tait, em Dezembro de 1988. Em 2009 o Gabinete de Numismática foi transferido para as suas instalações actuais.